# 富山県道132号三箇吉島線
富山県道132号三箇吉島線（とやまけんどう132ごう さんがきちじません）は、富山県魚津市三ケから富山県魚津市吉島に至る一般県道である。片貝川上流にある北陸電力片貝第四発電所と魚津市中心部を結ぶ。

## 路線概要
全区間2車線であるが、片貝川上流沿い区間では林道としての趣きが強い。なお、起点となる「三ヶ」という地名は片貝川上流の三ヶ村入会地という意味である（同じ魚津市内の西部にある大字とは別である）。正式名称は「三箇吉島線」であるが、標識では「三ヶ吉島線」と表記されていることもある。
明治時代初期まで、魚津と片貝地区を結ぶ道は用水や畦沿いの蛇行かつ道幅の狭い道路しか存在していなかったが、1892年（明治25年）から1899年（明治32年）にかけて、下新川郡費を使って上村木 - 黒谷間（延長2里19町34間4尺8寸、幅員10尺（約3m））の道路（通称「新道」）が建設された。1913年（大正2年）に加積 - 島尻間の道路幅が10尺から12尺に拡幅され、1920年（大正9年）4月に、『黒谷魚津停車場線』（2里7町）として県道に昇格した。

### 路線データ
- 起点：富山県魚津市三ケ
- 終点：富山県魚津市吉島（富山県道128号阿弥陀堂魚津停車場線交点）
- 陸上距離：13,374m

## 地理

### 通過する自治体
- 富山県
  - 魚津市

### 交差する道路
- 富山県道331号黒谷上村木線
- 富山県道52号島尻魚津インター線
- 富山県道67号宇奈月大沢野線
- 旧・新川広域農道
- 富山県道128号阿弥陀堂魚津停車場線

### 周辺
沿線には、下記施設が点在する。
- 北陸電力片貝第四発電所
- 北陸電力片貝第二発電所
- 片貝山ノ守キャンプ場
- 北陸電力片貝谷発電所
- 北陸精機本社工場
- 富山労災病院
- 新川高等学校